# 電子呈交系統
電子呈交系統(e-Submission System, 簡稱"ESS")，是香港交易所於2001年10月推出的網上資訊收發系統。上市公司及其代理（如投資顧問和法律顧問）可透過該系統遞交資料予交易所審閱或於其網站刊載。
香港交易所於2007年6月25日正式實施「披露易」計劃。在該計劃正式實施後，上市公司必須利用電子呈交系統遞交公司公告以刊載於香港交易所網站。
2011年8月11日，港交所發放上市公司資訊的「披露易」網站，上午受到黑客入侵，無法顯示訊息。包括匯控的7隻股份及1隻債券，下午被迫停牌。港交部已就事件報警。